# 西宮の沢
西宮の沢（にしみやのさわ）は北海道札幌市手稲区にある地名。
もともとひとつの地域であった宮の沢（西区）とは、北海道道128号札幌北広島環状線（追分通）を挟んで接している。

## 地理
札幌市北西部、手稲市街地の最南端にあり、西区に隣接している。国道5号（北5条手稲通）の両側に広がる地域である。

### 町内地域
| 町丁                   | 郵便番号 |
| ---------------------- | -------- |
| 西宮の沢1条1、3〜5丁目 | 006-0001 |
| 西宮の沢2条1〜5丁目    | 006-0002 |
| 西宮の沢3条1〜3丁目    | 006-0003 |
| 西宮の沢4条1〜5丁目    | 006-0004 |
| 西宮の沢5条1、2丁目    | 006-0005 |
| 西宮の沢6条1、2丁目    | 006-0006 |
| 西宮の沢（番地）       | 006-0009 |

### 河川
- 中の川

## 歴史
1871年（明治4年）、仙台白石藩の藩士たちが北海道に集団移住し、白石村の基礎を造った。しかし翌1872年（明治5年）、三木勉が率いる52戸241名は再移住を試み、発寒村に入植。これを機に分村が行われて手稲村が誕生した。彼らは中の川の沢地に上手稲神社の前身となる小祠を祀り、その周辺は「宮の沢」と呼ばれるようになった。
宮の沢の北西部は「追分」と呼ばれていた。1869年（明治2年）に開拓使が馬の放牧地を設け、馬を「追い分けた」場所だからである。追分には前述の白石藩士たちの来訪以前から、アイヌを含む居住者が何人かいたといわれるが、当時はツルの産卵地であったというほど手つかずの原野と森林が広がっていた。
その後も1883年（明治16年）の山口県人10戸の入植以外には大規模な開墾もなく、発展を重ねていく近隣の他地域からは取り残されがちな傾向があった。しかし1967年（昭和42年）3月の札幌市との合併から10年を経るころには、宅地化が急速に進行した。
西区から手稲区の分区が行われた1989年（平成元年）、それまでの「手稲宮の沢」という町名は廃止され、西区側は「宮の沢」となり、手稲区側となった地域は「西宮の沢」となった。
地域の宅地化が完了した21世紀初頭でも、西宮の沢周辺には「追分通」や「追分川」のように古名を留める事物が見受けられる。

## 経済・産業

### 立地企業
- 安全永楽交通（西宮の沢2-1）
- エルム楽器（西宮の沢3-2）
- 札幌メディカルラボ（西宮の沢1-4）
- 金星自動車（手稲営業所）（西宮の沢5-2）

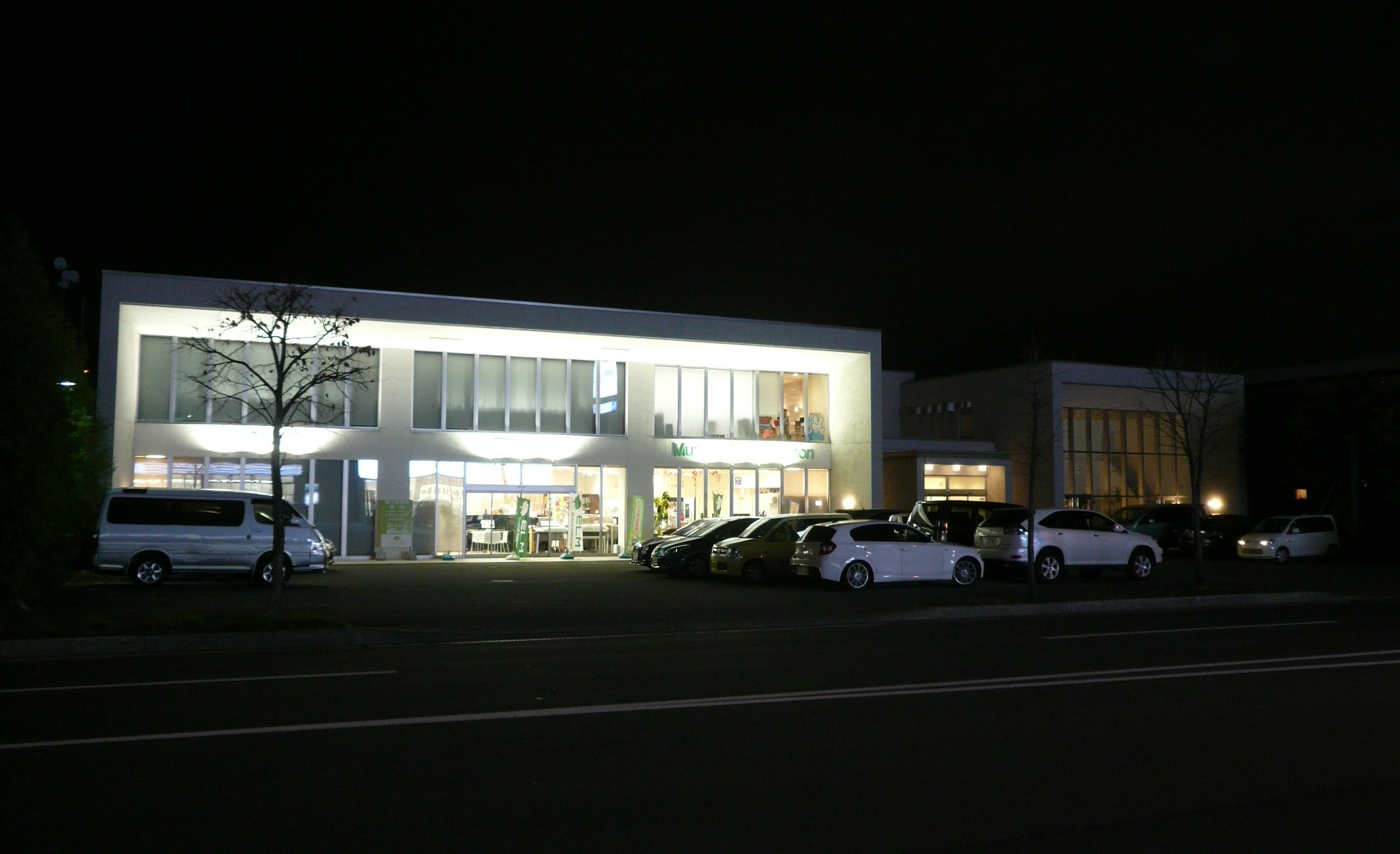
エルム楽器

### 商業
- 札幌西ショッピングセンター（西宮の沢3-1）
- 宮の沢ショッピングセンター（西宮の沢5-2）
  - スーパーアークス宮の沢店
  - BOOKOFF SUPER BAZAAR 5号札幌宮の沢店
- 西宮の沢ファッションモール（西宮の沢1-1）
- ハードオフ札幌西宮の沢店（西宮の沢5-1）
- ロイズ西宮の沢店（西宮の沢4-4）

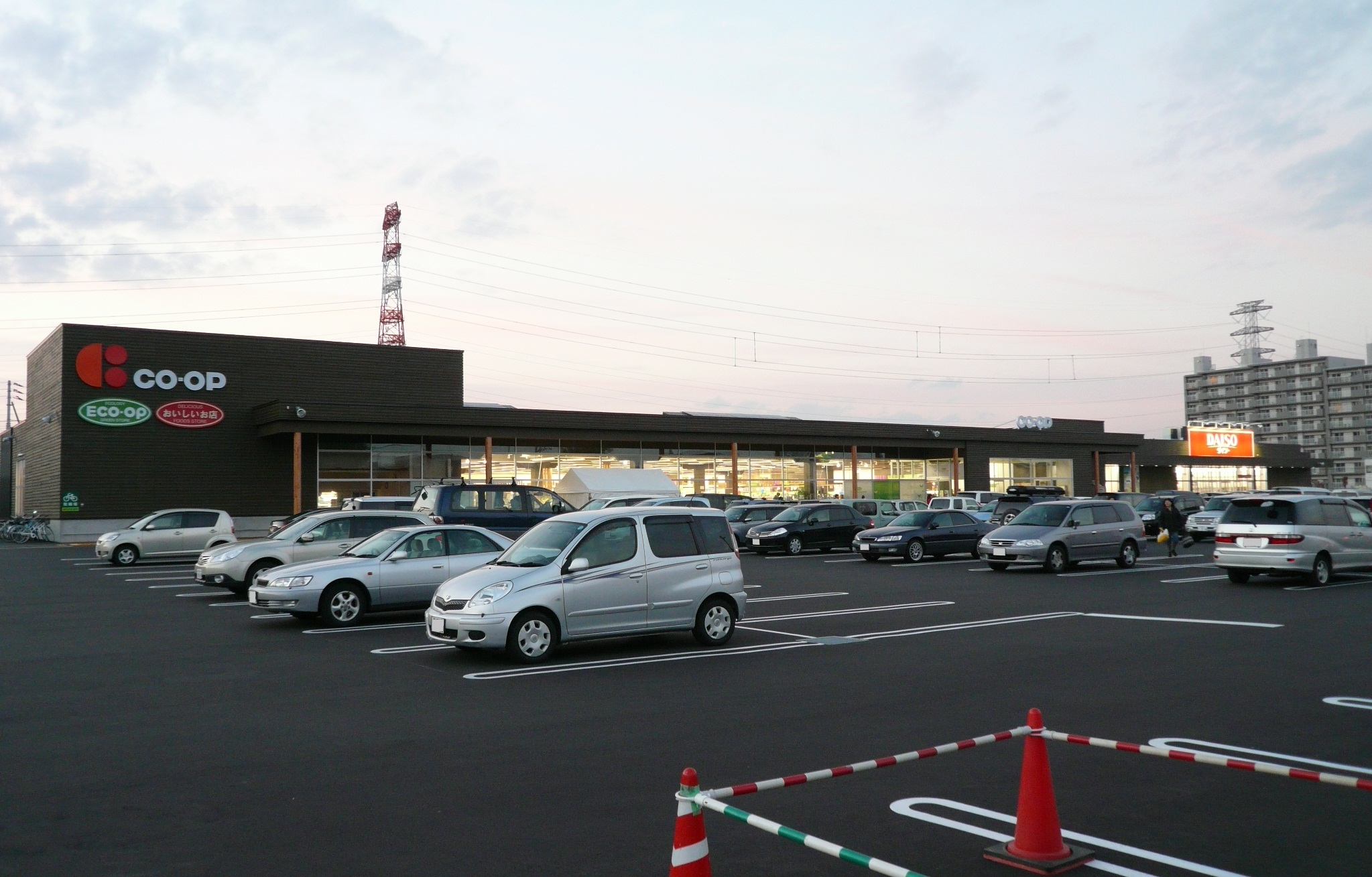
札幌西ショッピングセンター
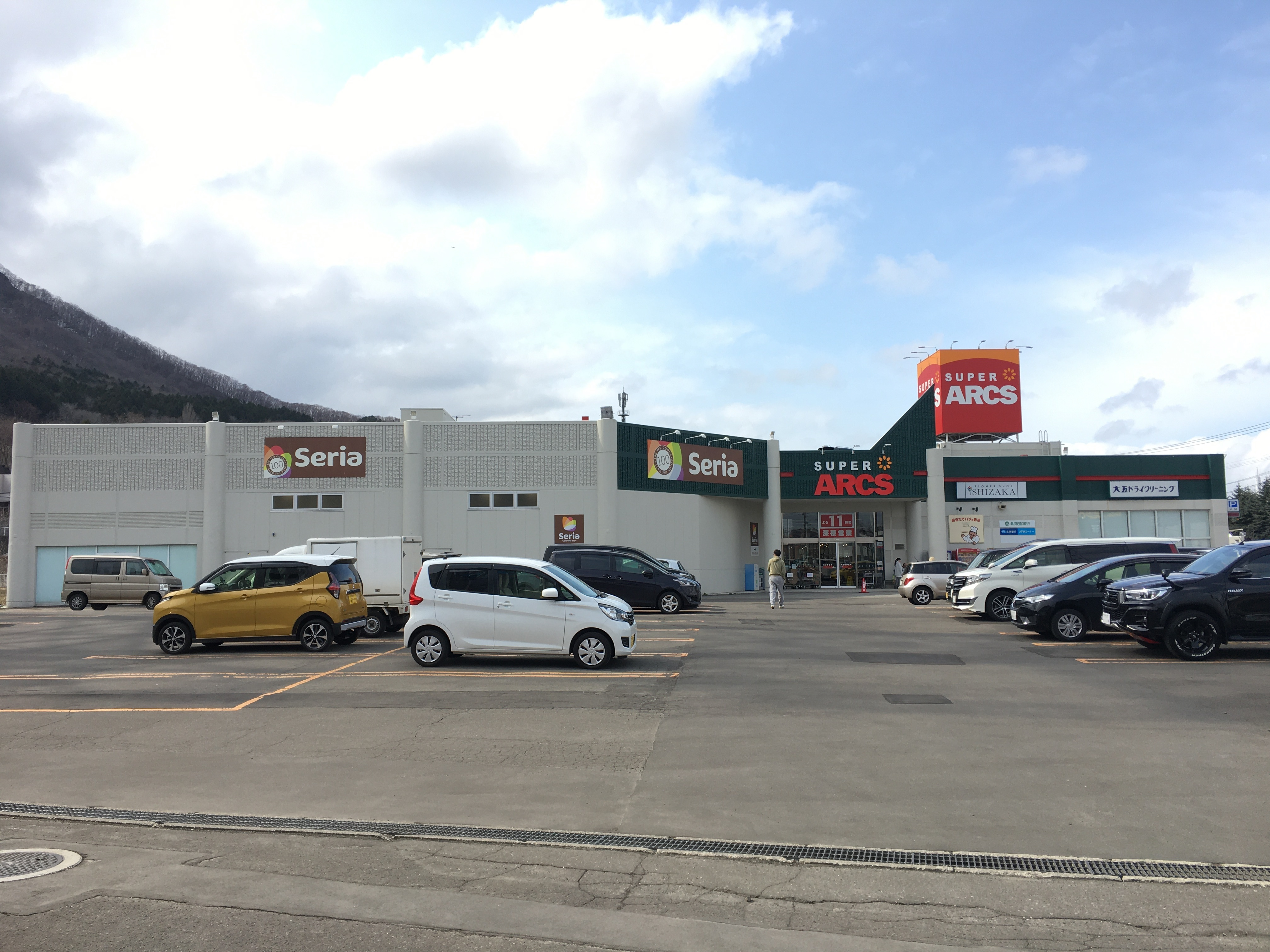
宮の沢ショッピングセンター
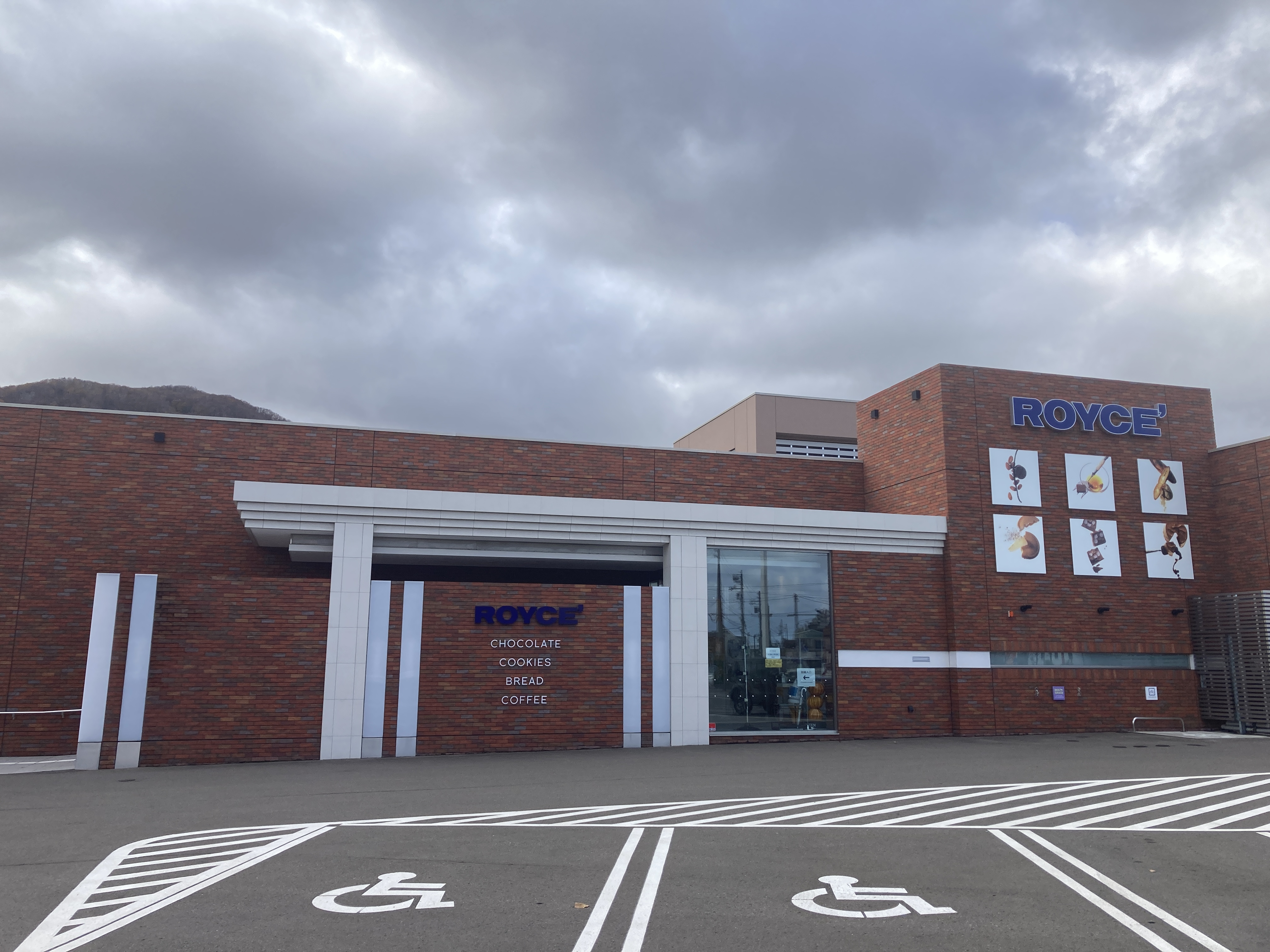
ロイズ西宮の沢店

## 施設
- 手稲警察署西宮の沢交番（西宮の沢4-2）
- 札幌市手稲消防署西宮の沢出張所（西宮の沢4-1）
- 札幌市立西宮の沢小学校（西宮の沢2-4）
- STVハウジングプラザ宮の沢（西宮の沢4-1）
- エルムホール（西宮の沢3-2）
- ベルコ手稲シティホール（西宮の沢3-3）

## 交通

### 鉄道
北海道旅客鉄道（JR北海道）の函館本線が地区の北部を走るが、地区内に駅は無い。
北海道新幹線が札幌駅まで延伸した際には、地区内の地下（札樽トンネル）を走る予定である。

### 道路
高速道路（高速自動車国道）
- 東日本高速道路北海道支社
  - E5A 札樽自動車道（北海道横断自動車道）： - (6) 札幌西IC/TB -

一般国道
- 国道5号（北5条手稲通）

主要道道
- 北海道道128号札幌北広島環状線（追分通・札幌圏連携道路）

市道
- 二十四軒手稲通